# A.S. Lero
A Associazione Sportiva Lero, mais conhecido pela sigla oficial AS Lero, é uma equipa de futebol de Iliomar, em Timor-Leste.
Fundado no ano de 2002, o clube disputa desde 2017 a terceira divisão do campeonato nacional, conhecido como Liga Timorense.

## Participação em Competições

### Liga Timorense
- Campeonato Timorense de Futebol - Terceira Divisão de 2017: Eliminado na 1ª fase
- Campeonato Timorense de Futebol - Terceira Divisão de 2019: 3ª posição (Grupo B)